# Herpetacanthus stenophyllus
Herpetacanthus stenophyllus là một loài thực vật có hoa trong họ Ô rô. Loài này được Gómez-Laur. & Grayum mô tả khoa học đầu tiên năm 1991.